# Медаль Победы (Франция)
Медаль Победы (Франция) (фр. Medalha da vitória) — награда Франции. Была учреждена законом от 20 июля 1922 года, вступившим в силу после Министерской инструкции от 7 октября 1922 года. Предназначалась для вручения всем французским солдатам, прошедшим службу в зоне боевых действий Первой мировой войны со 2 августа 1914 по 11 ноября 1918 года. 
В публичном конкурсе среди французских скульпторов победил Пьер Александр Морлон, официальная версия медали была отчеканена Парижским монетным двором.

## Официальное описание
На реверсе Крылатая Победа с поднятыми вверх руками. В правой руке оливковая ветвь, а в левой — лавровый венок. Внизу инициалы скульптора «A. Morlon».
На реверсе фригийский колпак с буквами R F по бокам, венчающий надпись «LA GRANDE GUERRE POUR LA CIVILIZATION 1914-1918» («Великая война за цивилизацию»).
По нижнему краю клеймо монетного двора и инициалы BR (бронза).

## Неофициальные версии
В ожидании обнародования закона, а затем завершения конкурса на дизайнера, по частной инициативе были отчеканены различные неофициальные версии медали. В их числе «универсальная» версия бельгийской медали Победы и одна, разработанная К. Шарлем, аверс которой такой же, как у кубинской медали Победы. Произведены они были на парижской фабрике «Establissements Andrean Chobillon». Другая неофициальная версия, аверс которой был разработан М. Пото, а реверс — Луи Октавом Маттеи, также использовалась для многих других медалей, с изменением только надписи.